# 실생

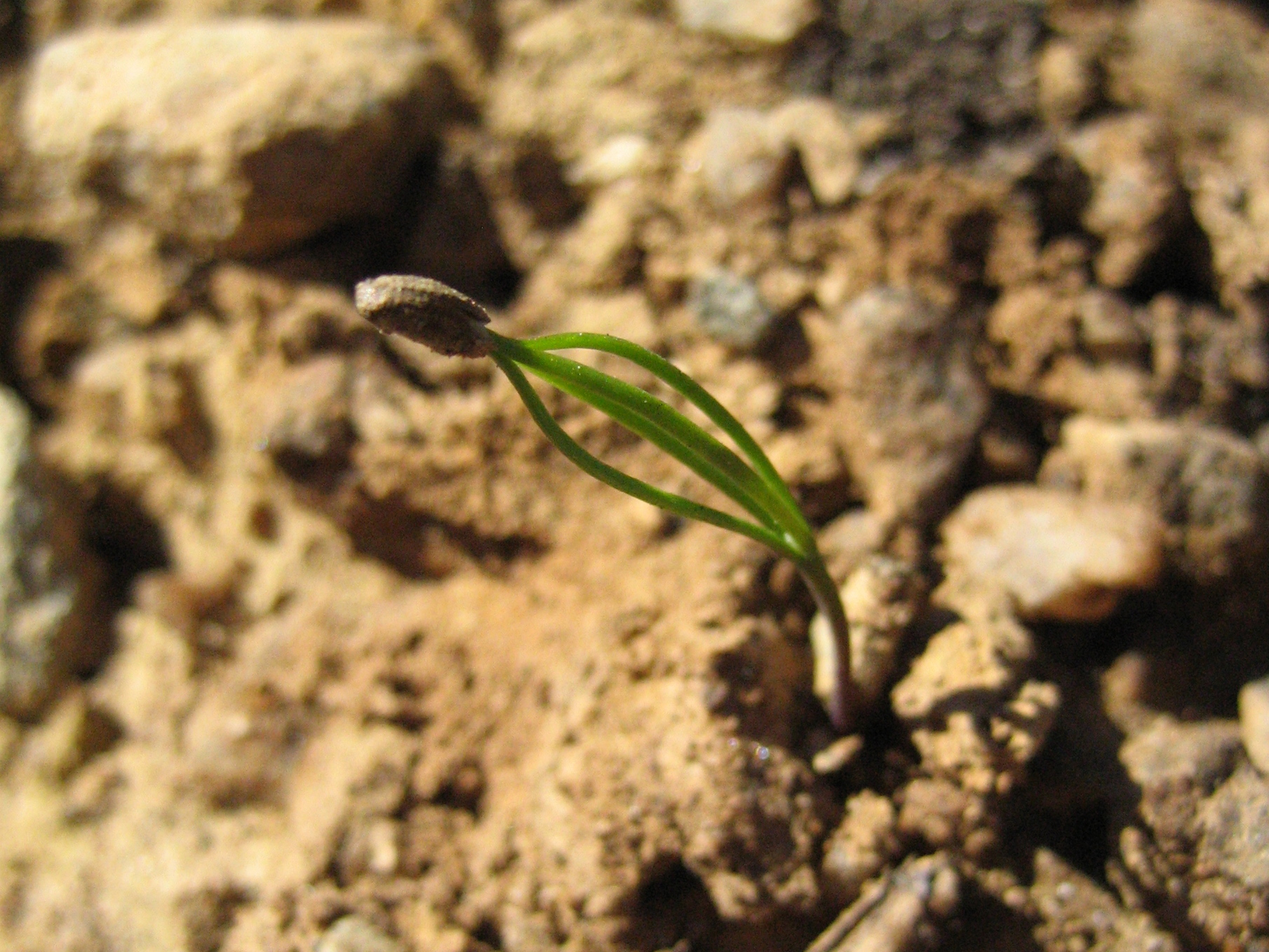
구주소나무의 실생

실생(實生, seedling) 또는 실생묘(實生苗)는 종자의 식물 배아에서 자라는 어린 포자체이다. 실생 발달은 종자의 발아로 시작된다. 전형적인 어린 실생은 세 가지 주요 부분, 즉 유근(배아 뿌리), 배축(배아 새싹), 자엽(씨잎)으로 구성된다. 속씨식물의 두 종류는 종자 잎의 수에 따라 구별된다. 단자엽(외떡잎 식물)은 칼날 모양의 자엽이 하나 있고, 쌍떡잎 식물(쌍자엽 식물)은 둥근 자엽이 두 개 있다. 겉씨식물은 더욱 다양하다. 예를 들어, 소나무 실생에는 최대 8개의 자엽이 있다. 일부 꽃 피는 식물의 실생에는 자엽이 전혀 없다. 이것들은 아떡잎식물이라고 한다.

## 같이 보기
- 식물번식

## 참고 자료
- P.H. Raven, R.F. Evert, S.E. Eichhorn (2005): Biology of Plants, 7th Edition, W.H. Freeman and Company Publishers, New York, ISBN 0-7167-1007-2